# 단복선

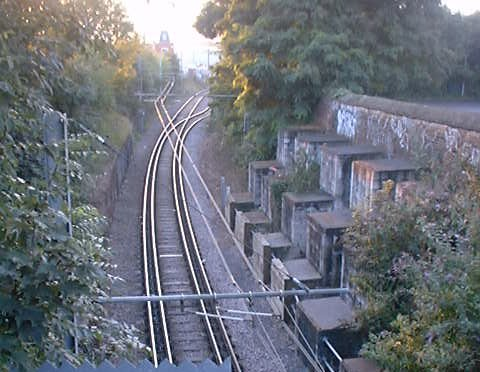
단복선의 예. 2개의 선로는 맞닿아 있지만 분기는 되어있지 않다. (런던 트램링크)

단복선의 모형도

단복선(單複線)이란 복선을 깔기에는 좁은 용지에 복선의 선로를 겹치듯이 끼워넣은 선로를 말하며 곤틀릿(Gauntlet)이라고도 부른다. 복선구간이지만 양쪽 선로의 한쪽이 서로 걸쳐있기 때문에 두 열차가 동시에 지나가는 것은 불가능하다.
복선 용지가 확보되지 못한 경우에 사용되며, 분기기를 사용하는 방법보다 비용이 적게 들기 때문에 유럽의 노면전차에서 흔히 찾아볼 수 있다.

## 같이 보기
- 승강장